# Uakari czerwono-biały
Uakari czerwono-biały, uakari biały (Cacajao calvus) – gatunek ssaka naczelnego z podrodziny saki (Pitheciinae) w obrębie rodziny sakowatych (Pitheciidae). 

## Taksonomia
Gatunek po raz pierwszy zgodnie z zasadami nazewnictwa binominalnego opisał w 1847 roku francuski zoolog Isidore Geoffroy Saint-Hilaire nadając mu nazwę Brachyurus calvus. Miejsce typowe według oryginalnego opisu to „Pará”, ograniczone w 1987 roku przez Philipa Hershkovitza do lewego brzegu rzeki Solimôes, naprzeciwko Fonte Boa, w Amazonii, w Brazylii. Holotyp to zamontowana skóra i czaszka dorosłego samca (sygnatura	MNHN-ZM-MO-1847-1667a) ze zbiorów Muzeum Historii Naturalnej w Paryżu; okaz podarował w marcu 1847 roku attache brazylijskiego poselstwa w Paryżu, Pedro d’Alcantara Lisboa.
Autorzy Illustrated Checklist of the Mammals of the World rozpoznawali cztery podgatunki, ale ostatnie odkrycia nowych populacji zmieniły ten podział taksonomiczny, wyodrębniając taksony ucayalii, rubicundus i novaesi do rangi odrębnych gatunków.
Obecnie (2023) takson monotypowy.

### Etymologia
- Cacajao: port. cacajão „uakari”, od tupi cacajao – lokalnej nazwy uakari czarnogłowego w niektórych częściach Brazylii i Wenezueli[13].
- calvus: łac. calvus „łysy”[14].

## Zasięg występowania
Uakari czerwono-biały występuje w brazylijskiej części Amazonii, ograniczony głównie do dużej wyspy rzecznej, graniczącej z rzekami Japurá, Auati-Paraná i Solimões. Preferuje lasy deszczowe, które są zalane stale lub okresowo.

## Charakterystyka

### Morfologia
Długość ciała (bez ogona) samic 36–57 cm, samców 38–56 cm, długość ogona samic 14–17 cm, samców 14–19 cm; masa ciała samic 2,3–3 kg, samców 3–3,5 kg. Mają płaską, szeroką twarz, która wyróżnia się charakterystycznym, czerwonym zabarwieniem. 

### Rozmnażanie
Samica może rozmnażać się raz na dwa lata. Ciąża trwa około 180 dni. Zazwyczaj rodzi jedno młode, które jest karmione mlekiem matki przez około pięć miesięcy. 

## Tryb życia
Żyją w stadach złożonych zwykle z 10–30, a czasem nawet 100 osobników. Żywią się owocami, liśćmi, nektarem i niektórymi owadami. Samica rodzi jedno młode. Dojrzałość płciową samice uzyskują w wieku 3 lat, natomiast samce w wieku 6 lat.

## Zagrożenia i ochrona
W Czerwonej księdze gatunków zagrożonych Międzynarodowej Unii Ochrony Przyrody i Jej Zasobów został zaliczony do kategorii LC (ang. Least Concern ‘najmniejszej troski’).